# Henry L. Dawes

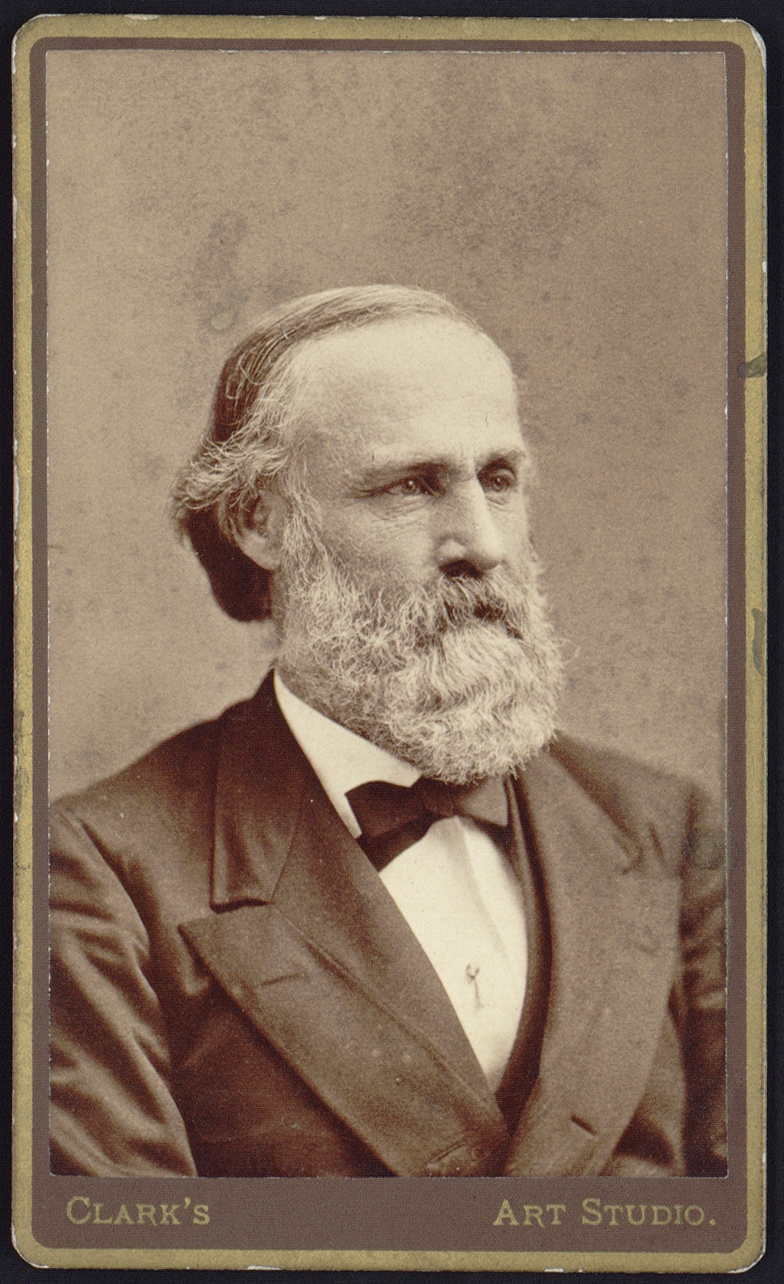
Henry L. Dawes

Henry Laurens Dawes, född 30 oktober 1816 i Cummington, Massachusetts, död 5 februari 1903 i Pittsfield, Massachusetts, var en amerikansk republikansk politiker. Han var ledamot av USA:s representanthus 1857–1875 och ledamot av USA:s senat 1875–1893. Han var ordförande i senatens utskott för indianärenden 1881–1893.
Dawes utexaminerades 1839 från Yale College och studerade därefter juridik. Han inledde 1842 sin karriär som advokat i North Adams. Han var distriktsåklagare för Massachusetts västra distrikt 1853-1857.
Dawes är främst ihågkommen för 1887 års Dawes Act (General Allotment Act), som möjliggjorde fördelningen av indianstammarnas land mellan indianfamiljer med tillstånd av USA:s president. Ett av lagens syften var att ersätta indianernas kollektivism med individualism.